# ایستگاه اسکاربرو سنتر
ایستگاه اسکاربرو سنتر (انگلیسی: Scarborough Centre station) یک ایستگاه مترو در خط ۳ اسکاربرو متروی تورنتو در تورنتو، انتاریو، کانادا است.